# آلبرتو بوتیا
آلبرتو توماس بوتیا راباسکو (اسپانیایی: Alberto Tomás Botía Rabasco‎؛ زادهٔ ۲۷ ژانویهٔ ۱۹۸۹) بازیکن فوتبال اهل اسپانیا است که اکنون در پست مدافع برای تیم الوحده بازی می‌کند.
از باشگاه‌هایی که در آن بازی کرده‌است می‌توان به بارسلونا، اسپورتینگ خیخون، سویا، الچه، المپیاکوس، الهلال و الوحده اشاره کرد.